# Fuerte de San Sebastián

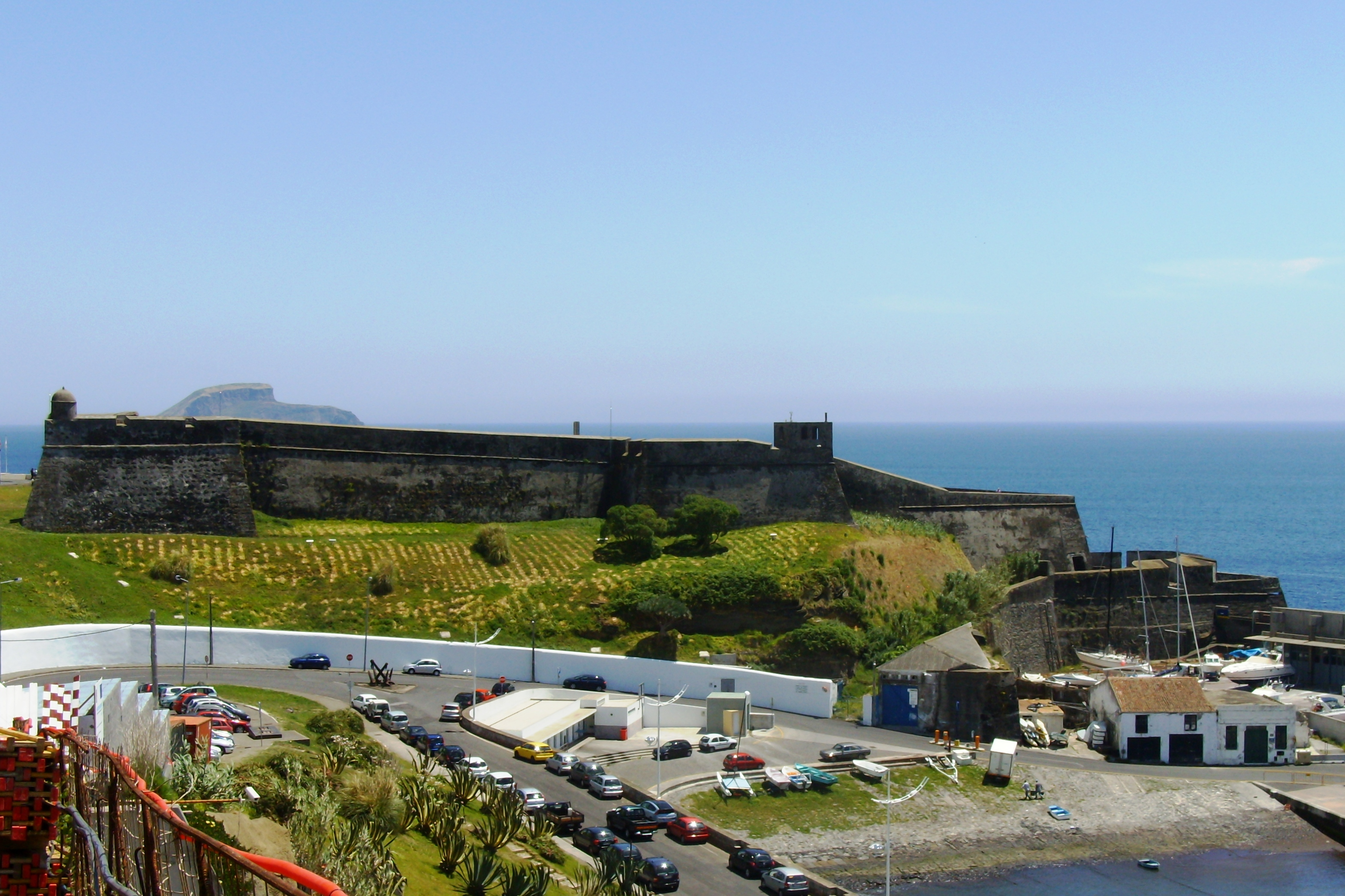
Fuerte de San Sebastián en Angra do Heroísmo.

El Fuerte de San Sebastián (en portugués, Forte de São Sebastião), también conocido como el Castillo de San Sebastián o simplemente Castelinho, ubicado en el Puerto de Pipas, parroquia de Nuestra Señora de la Concepción, de la ciudad y el condado de Angra do Heroísmo, en la costa sur de la isla Terceira en las Azores.
Construido sobre una pequeña colina que forma el extremo ESE de la bahía de Angra, en el centro histórico de la ciudad, fue la primera gran fortaleza de mar en la ciudad. Cruzaban sus fuegos conjuntamente con los de la Fortaleza del Monte Brasil en defensa del puerto de Pipas, en la época en la que éste era el puerto más importante de la zona y además, el astillero de la isla dónde se encontraban los barcos de la Carrera de Indias y las flotas de Brasil, en tránsito hacia el Reino de Portugal. La importancia de su posición deriva de la facilidad con que se podía cerrar la bahía de Angra militarmente.

## Historia

### Antecedentes
El estudio para la defensa de las islas del archipiélago de las Azores, frente a los asaltos de los piratas y los corsarios, atraídos por las riquezas de los buques atracados allí, procedentes de África, India y Brasil, se inició a mediados del siglo XVI. Bartolomé Ferraz en una recomendación presentada en 1543 a Juan III de Portugal para el fortalecimiento de las Azores llama la atención sobre la importancia estratégica del archipiélago:

Y debido a que las islas Terceiras son muy importantes y por sí mismas valen la pena, (...) el socorro primordial de las manos de las Indias  y de los franceses injustos, que el rey debería tomar todo lo que puede y sus enemigos se debilitarían.

Y nombra a Angra: "(...) y porque la isla de Angra es la más importante para redoblar la fuerza."

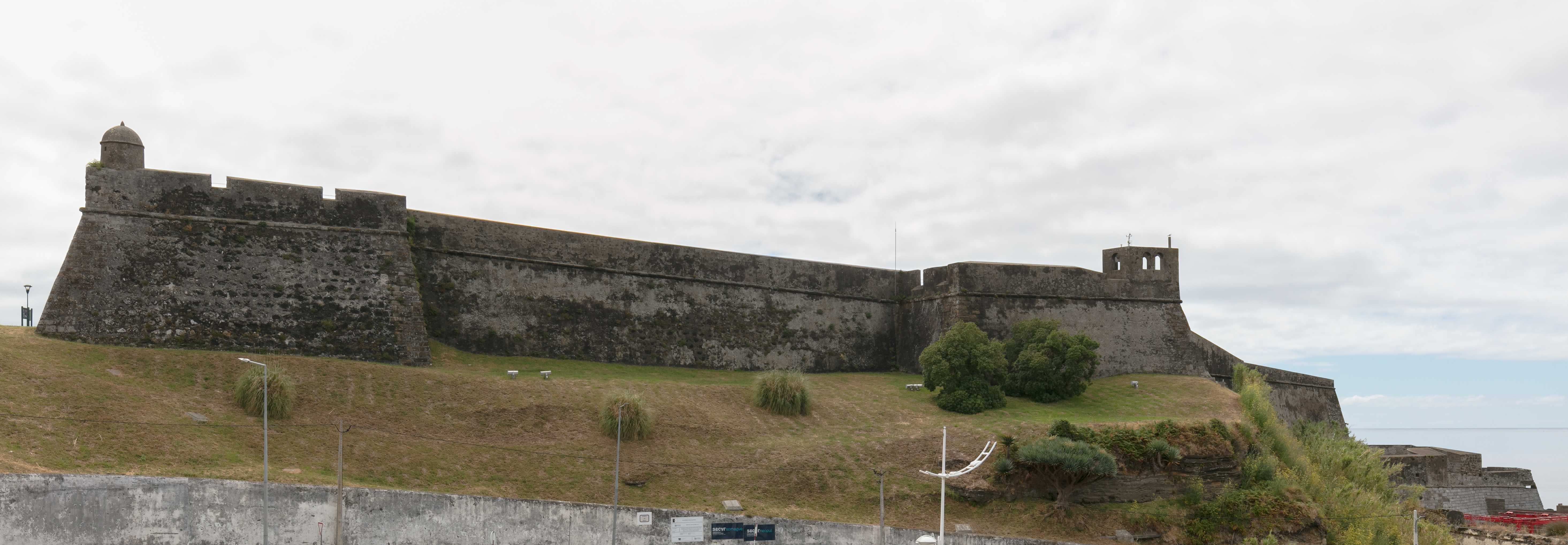
Fuerte de San Sebastián, murallas.

Incluso bajo el reinado del Rey Juan III de Portugal (1521-1557) y más tarde en el del Sebastián I de Portugal (1568-1578), nuevos regimientos fueron enviados por la reformulación del sistema defensivo de la región, después tener la visita del destacado arquitecto militar italiano Tommaso Benedetto en el archipiélago en 1567 para guiar a su fortalecimiento. Como Ferraz anteriormente, este profesional se dio cuenta de que el enemigo, inevitablemente viene por mar, la defensa debería centrarse en los puertos, guarnecidos por la población local bajo la responsabilidad de los respectivos condados.
En este contexto, y con el objetivo de defender el puerto de Angra ya en 1537 Juan III había encargado a Pedro Anes do Canto de la construcción de una fortaleza, que se ha planteado en el mismo lugar. Sin embargo, en una carta del cardenal Henry la ciudad de Angra, de 14 de mayo de 1561 señala que, a pesar de que había sido construido, ya no existía más en ese momento.

### El fuerte

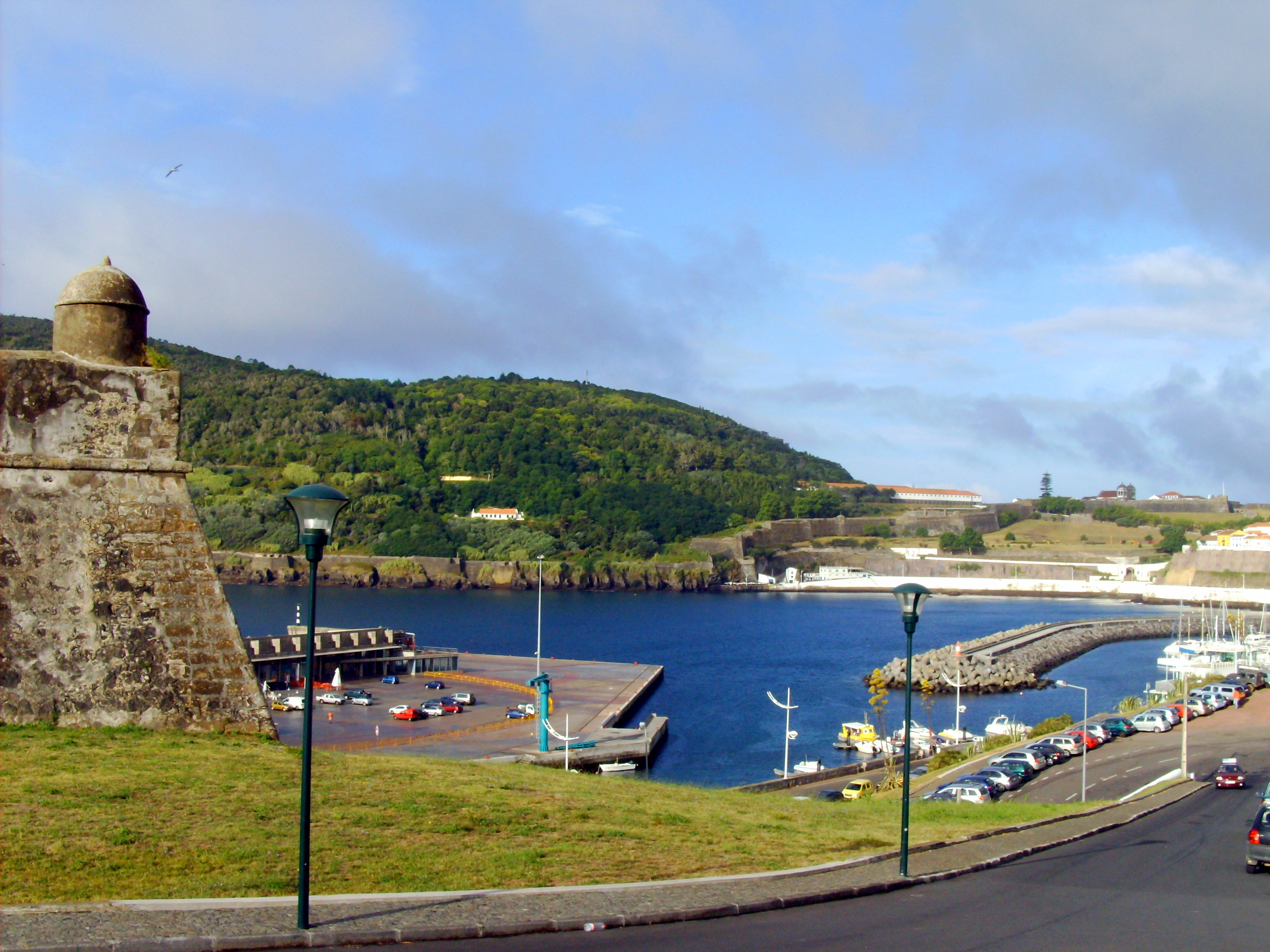
Fuerte de San Sebastián: baluarte sobre el puerto de Pipas; al fondo, el monte Brasil.

Benedetto, nombrado para la defensa de Angra en particular, inicialmente siguió una filosofía defensiva de tipo medieval tardío con la construcción del llamado "Castillo dos Mohinos" (también llamado Castillo de San Cristóbal o San Luis), en una elevación en la tierra, para el fortalecimiento de toda la península del Monte Brasil. El municipio de Angra, incapaz de soportar los costos de un proyecto de esta magnitud, propuso al cardenal Enrique I de Portugal, regente del reino en ese momento, la construcción de una fortificación con las proporciones más altas junto al Puerto de Pipas y el otro, limitando con las laderas del Monte Brasil, permitiendo, de ser necesario, los fuegos cruzados por parte de las fortalezas. Se acepta la propuesta del Ayuntamiento, con el Decreto de 22 de abril de 1562, designado como maestro de obras de fortificación, con un sueldo de $80.000, a Luis Gonçalves. Sin embargo, las obras de la fortaleza, bajo la advocación de San Sebastián en honor del entonces soberano, se comenzaron aproximadamente diez años después.

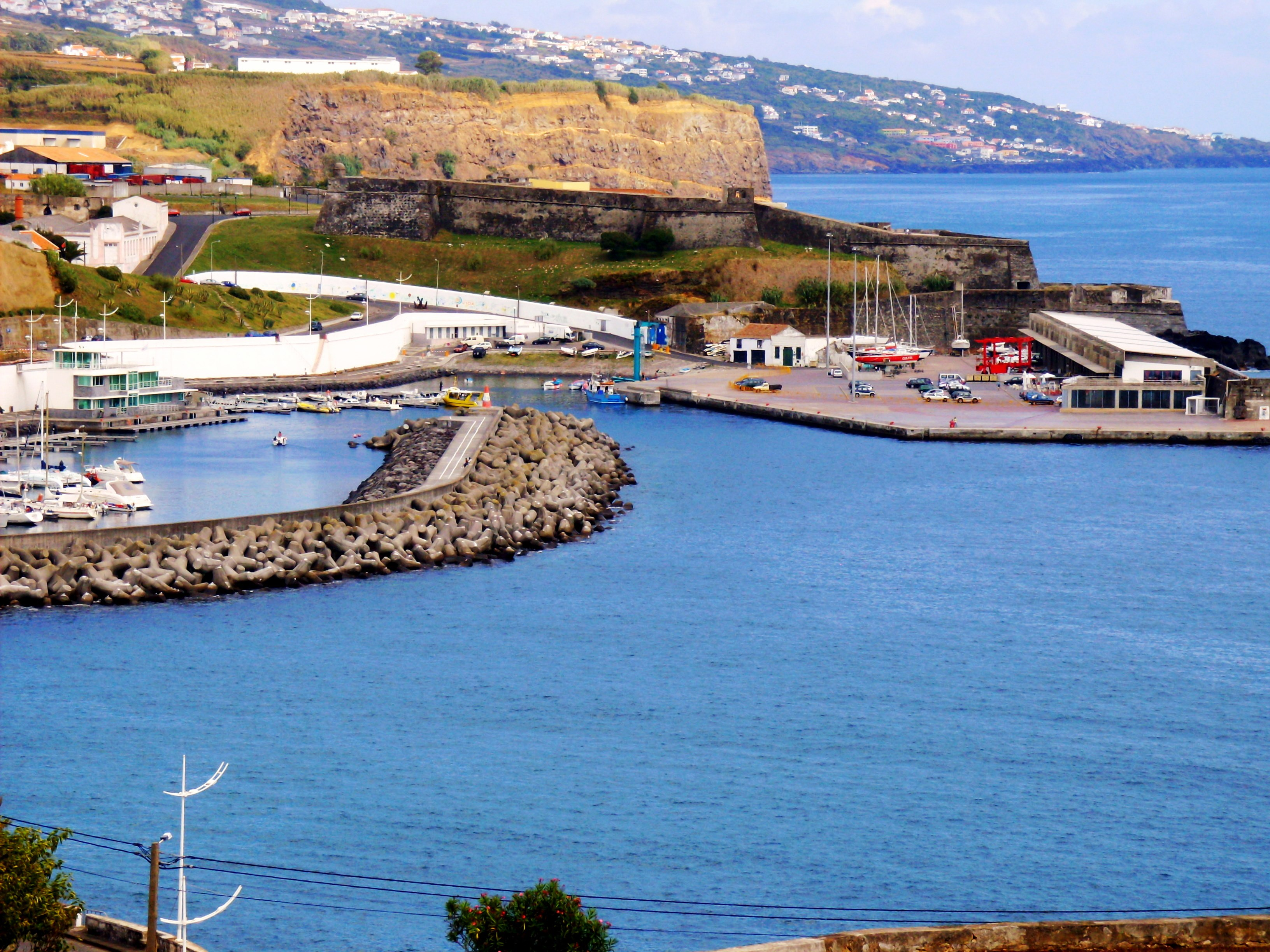
Fuerte de San Sebastián, en primer plano, el puerto de Pipas.

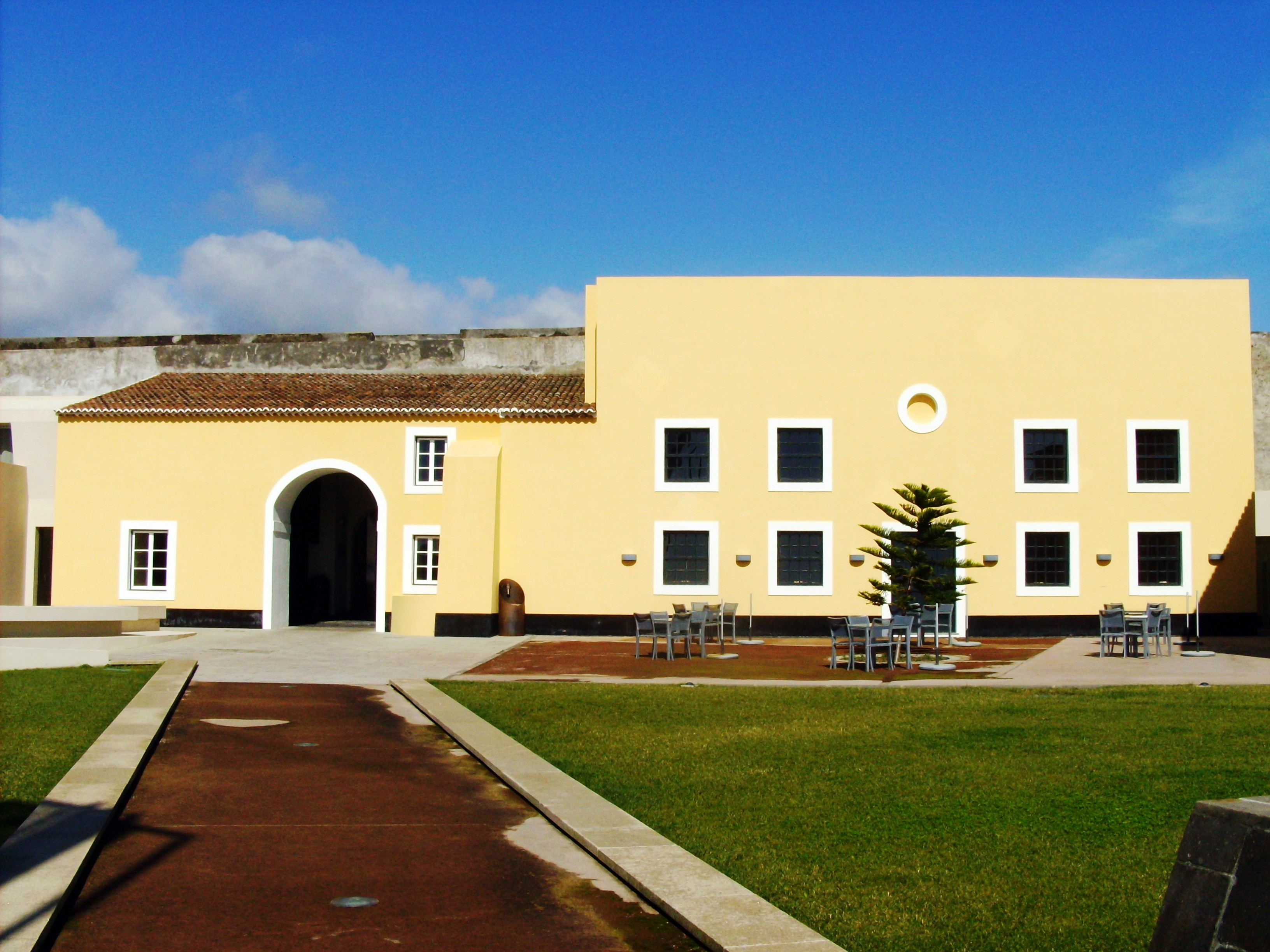
Fuerte de San Sebastián, vista interna.

En 1572, Sebastián I de Portugal durante la asistencia a una exposición de la Municipalidad de Angra, ordenó la construcción de dos fuertes, uno en el puerto de Pipas y otro en Fanais, en detreimiento del que ya se había propuesto levantar la punta del Monte Brasil, "la gente que tenía un montón de noticias y experiencia en las obras de fortificación". Como adjunto envió al inspector Diego Alvares Cardoso para planear las fortificaciones, con la solicitud de que éstas se aplicarsen tan pronto como fuera posible. La tierra, con vistas a la ensenada, fue comprada a Pedro de Castro y Canto y, en 1576 el fuerte ya estaba capacitado para ser utilizado, siendo nombrado como Capitán General Manuel Corte-Real.
De este modo, en el contexto de la crisis sucesoria portuguesa de 1580, era la única fortaleza en la costa de la isla:

"No había en esa época alguna fortaleza en toda la costa de la isla Terceira, excepto aquella de San Sebastián, puesto que en el sur, si se hubieran hecho algunas fortalezas y centros turísticos, serían los lugares más susceptibles al desembarco enemigo, ello conforme al plan del ingeniero Tomasso Benedetto, quién realizó esa investigación desde el año 1567, después que, con el antecedente de 1566, los franceses comandados por el terrible pirata Caldeira, habían saqueado salvajemente la isla de Madeira, e intentaron hacer lo mismo en esta isla, donde parece que fueron repelidos por la fuerza de nuestras armas."

Las obras fueron concluidas en 1580, pero incompletas, ya que carecían prácticamente de todos los muros del fuerte que darían al frente a la Bahía de las Aguas. De cualquier modo, se encontraba bien guarnecido y abastecido de artillería, habiendo contribuido a disipar la flota de Pedro de Valdez en 1581, dando lugar al subsecuente desembarco y a la posterior batalla de Salga.

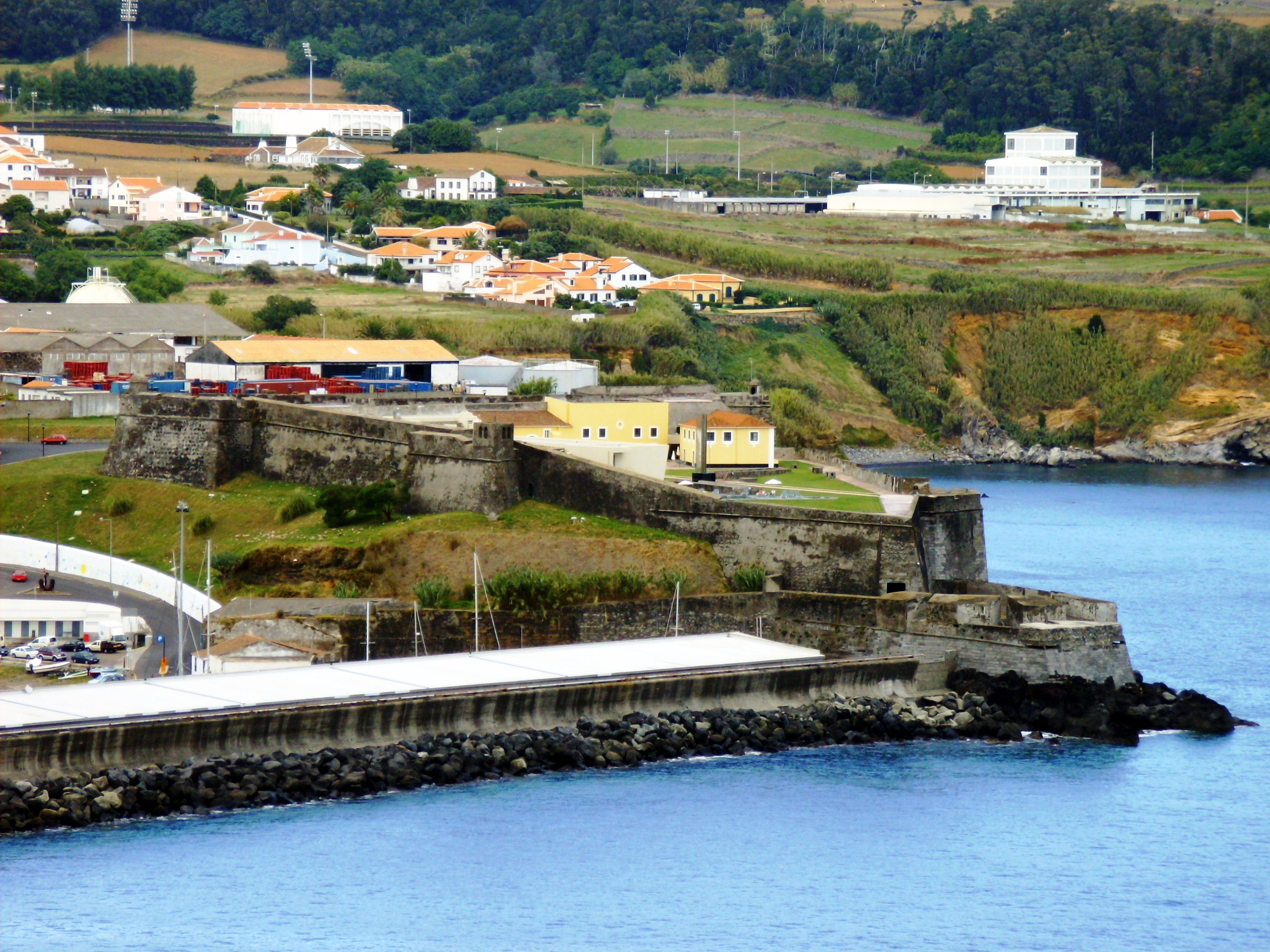
Fuerte de San Sebastián en el terraplén de las instalaciones de la Posada.

En 1582, Álvaro de Bazán, quien ganó la batalla naval de Vila Franca o también llamada Batalla de la Isla Terceira, en contra de la flota francesa enviada a las Azores para apoyar la causa de Antonio, Prior de Crato, no afectó a la ciudad y tampoco a la isla. Al año siguiente, con el desembarco en la Bahía de Mós, Álvaro entró victorioso en Angra por la puerta de San Benito, ya que el acceso por mar estaba prohibido por el fuego cruzado del Fuerte de San Sebastián y el Fuerte de San Antonio. Fue aquí también, en el Fuerte de San Sebastián, dónde el marqués de Santa Cruz recibió la rendición formal de las tropas francesas estacionadas en la isla.
Se cree que la construcción de la muralla del fuerte es el período de dinastía filipina, que se caracteriza por una alta actividad en términos de fortificaciones. La batería cubierta que se encuentra en el mismo lado parece ser posterior. Y solo una planta figura en los escritos del siglo XVIII llamada "Casa del Capitán", que actualmente se encuentra reconstruida. Las murallas del norte y el oeste eran precedidas originalmente por un revellín. La muralla norte estaba protegida por un foso, que en la actualidad se encuentra parcialmente tapado. El puente de piedra para acceder a la Puerta de Armas se terminó antes que se termine -como estaba planeado- de acceder a éste por un puente levadizo de madera. El terraplén del fuerte no tenía ningún tipo de obstáculo de forma defensiva y unas pocas construcciones se adjuntaban primigeniamente a la muralla norte. Cuando se construía una batería baja, se accedía por una rampa y un túnel en línea recta (no parcialmente curvado se realiza actualmente).
Con la defensa ya prevista, bajo el gobierno de Juan de Urbina, se repelió en 1589 al corsario inglés Sir Francis Drake. Lo mismo se repitió en 1597, cuando en un intento de desembarco de la flota que se encontraba bajo el mando de Robert Devereux, II conde de Essex, que contaba con cerca de 140 velas, impusiera un fuerte -pero fallido- ataque a la isla de Faial.
Durante este período, el fuerte se muestra en el cuadro "A Cidade de Angra na Ilha Iesu Xpo da Terceira que esta em 30 Graos", de Jan Huygen van Linschoten, con fecha de 1595.

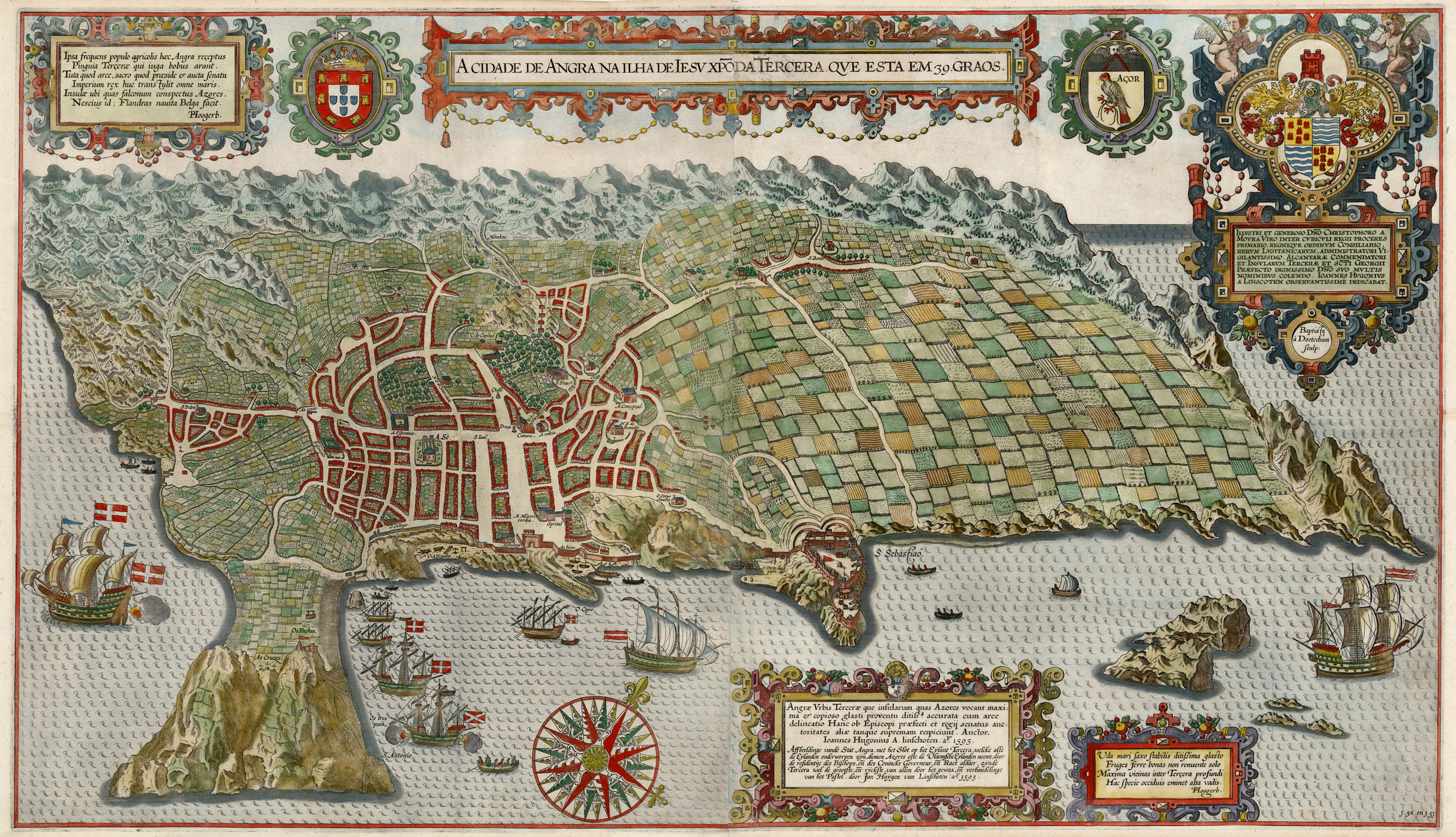
"A Cidade de Angra na Ilha Iesu Xpo da Terceira que esta em 30 Graos", de Jan Huygen van Linschoten,1595

### La restauración de la Independencia
En el contexto de la Restauración de la Independencia, en la víspera del movimiento que conduciría a la expulsión de los españoles de la isla Terceira, el Maestro de Campo, Álvaro de Viveiros, formuló y propuso un plan de destrucción de esta fortaleza, que fue rechazado por el Senado de Angra (1641). El 24 de marzo del mismo año, Francisco Ornelas da Câmara hizo la aclamación de Juan IV de Portugal ante la Iglesia Madre de la Playa en la isla, y tres días después (el 27 de marzo, un Jueves Santo), el Fuerte de San Sebastián fue atacado y conquistado por la Compañía da Ribeirinha, bajo el mando del capitán Manuel Jaques de Oliveira. La operación concluyó a causa del artillero portugués Pedro Caldeirão, que aunque estuviera al servicio de España, no dudó en arriesgar su propia vida, para orientar a sus compatriotas en la conquista del fuerte, entrando a un búnker desguarnecido cercano al portal. Después de una breve lucha con la guarnición castellana bajo el mando del capitán Respenho, el fuerte fue dominado por los portugueses y se rompió fuego de artillería contra el Fuerte de San Felipe, que se encontraba en manos castellanas. Durante la posesión de esta fortaleza, se obtuvo además el control del puerto de la isla Terceira y se logró detener la ayuda a los españoles que ya se encontraban sitiados en San Felipe.

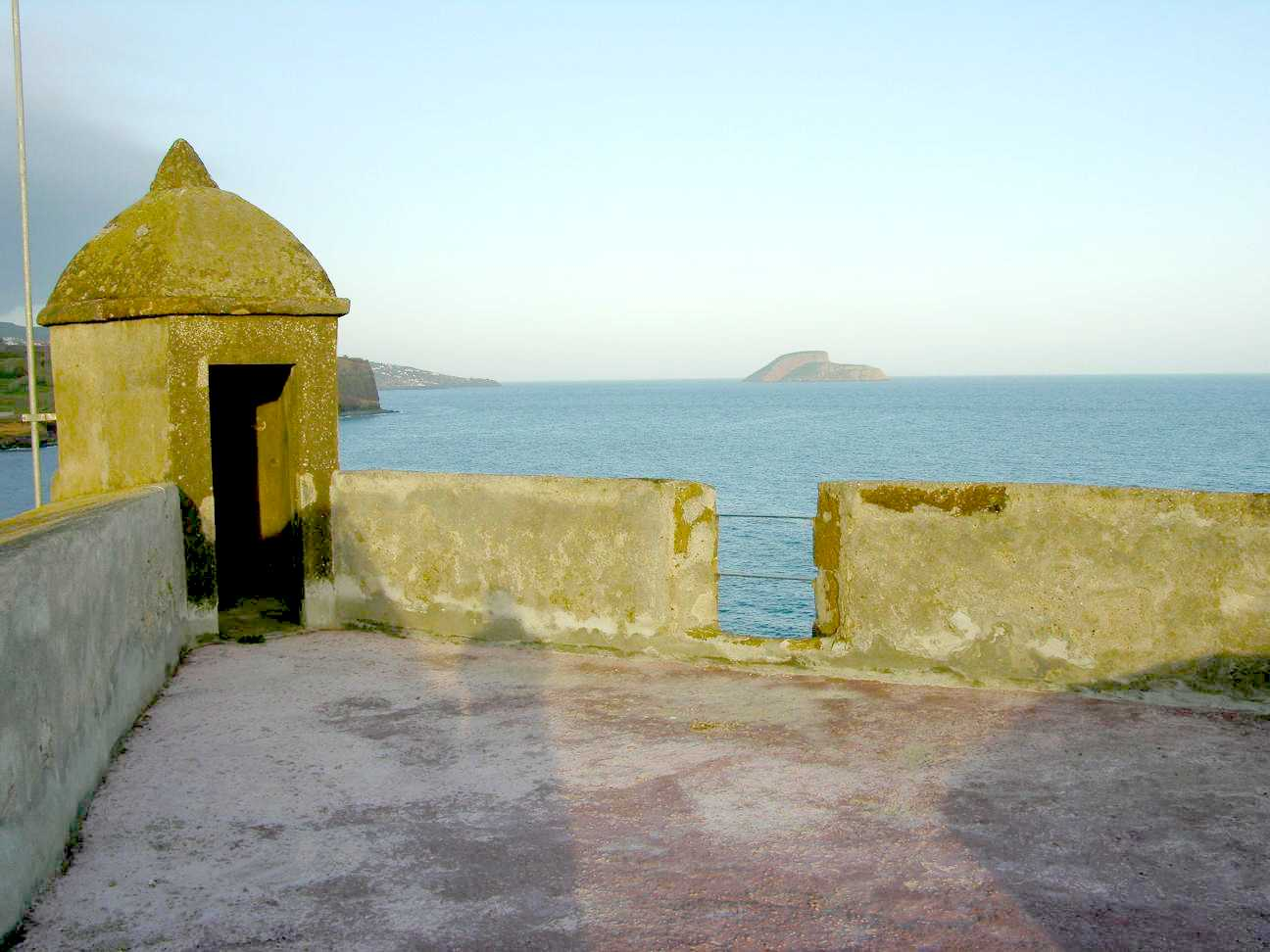
Fuerte de San Sebastián, en el fondo Ilhéu das Cabras

Por Carta real del 7 de octubre de 1649, fue nombrado alcalde en jefe de los fuertes el señor Manuel de Barcelos da Câmara Vasconcelos.
Pedro II de Portugal (1667-1706) le ordenó reedificar el fuerte en 1698, de acuerdo a la inscripción epigráfica en latín, que reza en la Puerta de Armas de San Sebastián:

"Jubent epotentissimoReg ealtissimo Domino Nostro Petro II populi Patre, qui Patriam possuit suam in pace semper tutam quo regni petra erecta firmissima etangularis: castrum a Sebastiano conditum reedificatur, Anno Domini MDCXCVIII."

### En elsigloXVIII

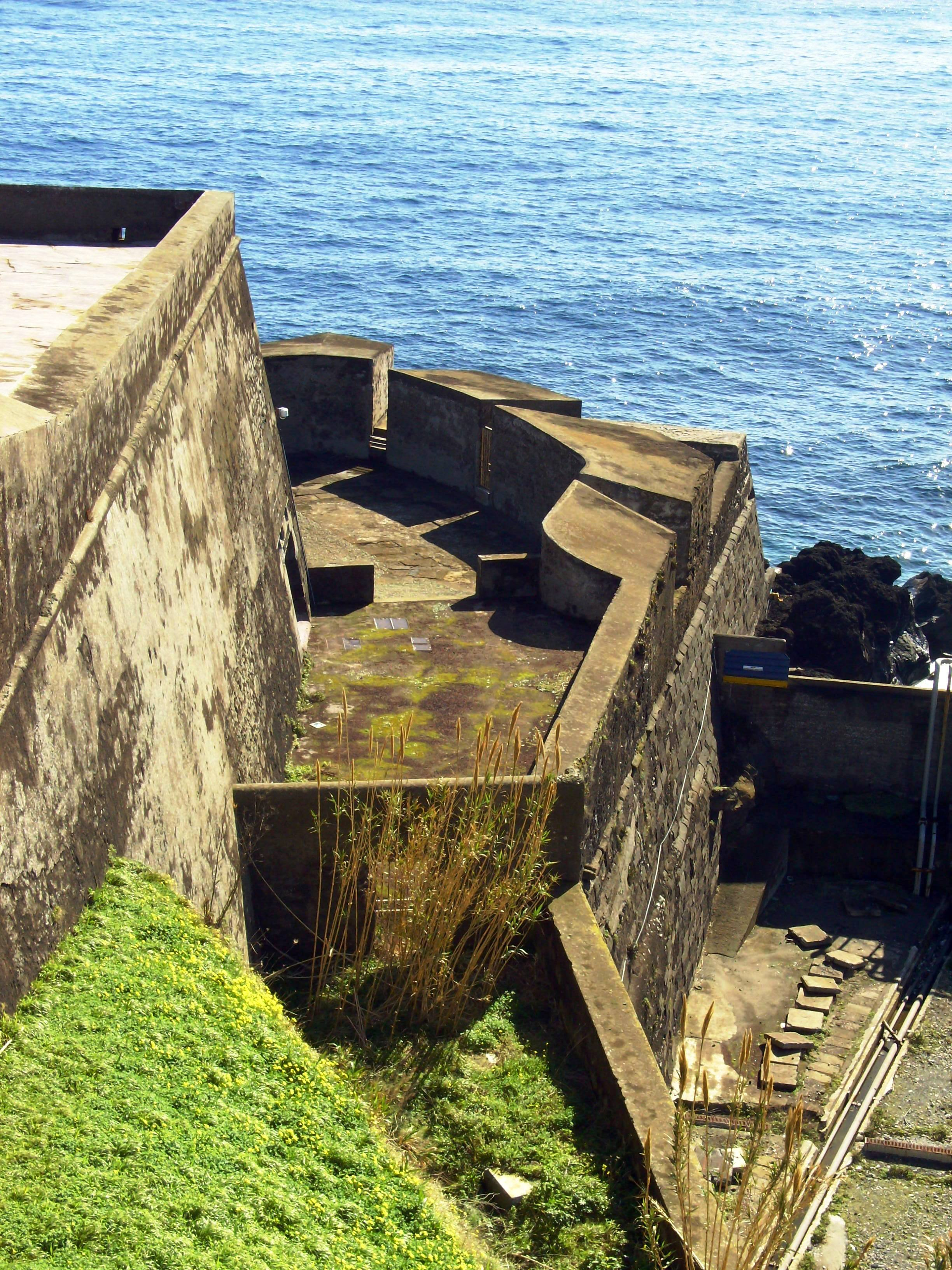
Fuerte de San Sebastián, batería baja.

En el contexto de la guerra de sucesión española (1702-1714), con el apoyo de la artillería del Monte Brasil, en 1708 repelieron a las fuerzas armadas corsario francés René Duguay-Trouin, que en septiembre atacó Velas en la isla de São Jorge. En esa época se lo conoce como "el castillo de San Sebastián sobre el mismo puerto [de Angra]" en relación con "las fortificaciones existentes en las Azores en 1710".
Más tarde, en el contexto de la instalación de la Capitanía General de las Azores, su estado fue reportado en 1767:

"1º - Esta fortaleza tiene dos baterías, una arriba, otra abajo. La alta tiene dieciocho cañoneras y necesita dos más, cuenta con siete piezas de hierro y con sus reparaciones (las reparaciones que les habían realizado) sólo tres se encuentran en buena condición, y éstas necesitan veinte piezas y diecisiete reparaciones y que sus plataformas sean reformadas, ya que están incapaces de realizar de trabajo de artillería.

    2° -. En la batería baja, necesita terminarse un tramo de pared, que se encuentra a mitad de altura, y sus lados necesitan reparaciones en la muralla antigua, que tiene algunas fallas y grietas en ella.

    3° - En el ángulo de esta batería, el mar ha hecho una concavidad grande, y lo mejor que se puede hacer aquí es retirar ése ángulo más para adentro (de la fortaleza), para hacer más sólida su estructura.

    4° - Tiene esta batería con quince cañoneras y necesita tres cañoneras más. Se cree que posee nueve partes, cinco de bronce todas esfuguenadas, y cuatro de hierro, y dos esfunguenadas, y tres de éstas necesitan reparaciones nuevas, como también otras tres cañoneras se abrirán en tres piezas para las reparaciones, y todas sus plataformas serán reformadas.

    5º - Los barriles de pólvora que posee, deberán romperse y colocarse en otro lugar más conveniente, porque están demasiado expuestos.

     6° - El cuerpo de guardia necesita que se abran dos ventanas para el lado del mar, y hacer en éste lugar literas, y la chimenea debe situarse en otro lugar."

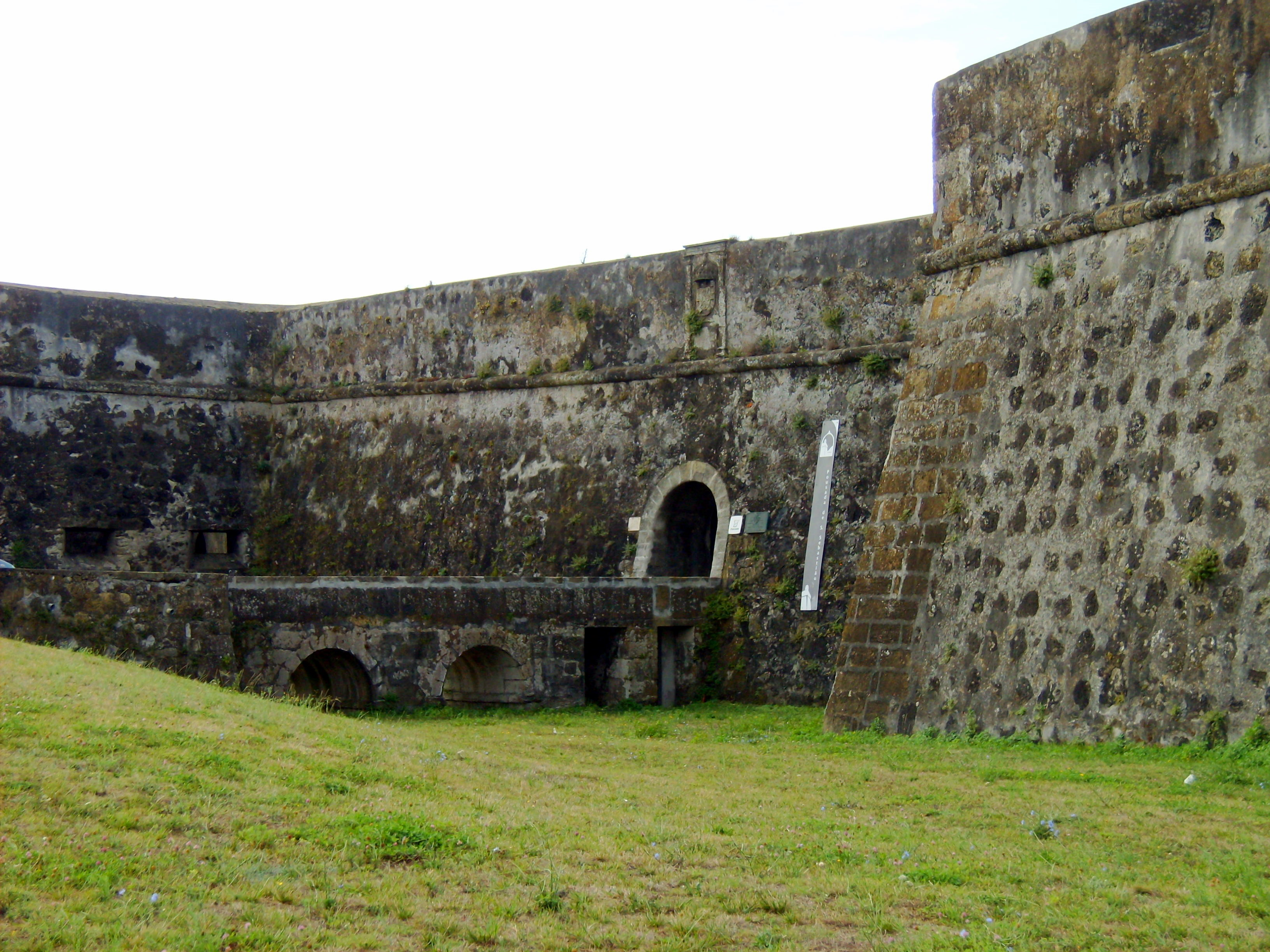
Fuerte de San Sebastián: puente sobre el foso.

Hay un plan realizado para el fuerte con fecha del año 1772, que fue enviado a la Secretaría de Guerra en Lisboa.

### En elsigloXIX
La fortaleza ha mantenido su importancia estratégica como sistema defensivo de la bahía de Angra, según el relato de José Carlos de Figueiredo en 1822. Incluso hoy en día, Sousa en el año 1995 describe el puerto de Angra refiriéndose: «(...) entre las puntas de San Sebastián al este, donde hay un castillo de 40 piezas (...)».
En el contexto de la guerra civil portuguesa (1828-1834), según lo determinado por la Regencia de la isla Terceira, se le añadió al Fuerte la batería baja, denominada como "Tambores de Heroísmo" (en portugués "Batería da Heroicidade"), bajo la dirección del Ingeniero Serra. En esta batería se colocó una inscripción epigráfica en basalto, que dice:

Batería de Heroísmo 11 de agosto de 1830
 en defensa de las libertades patrias 
los héroes extremos son, en general, los pueblos.

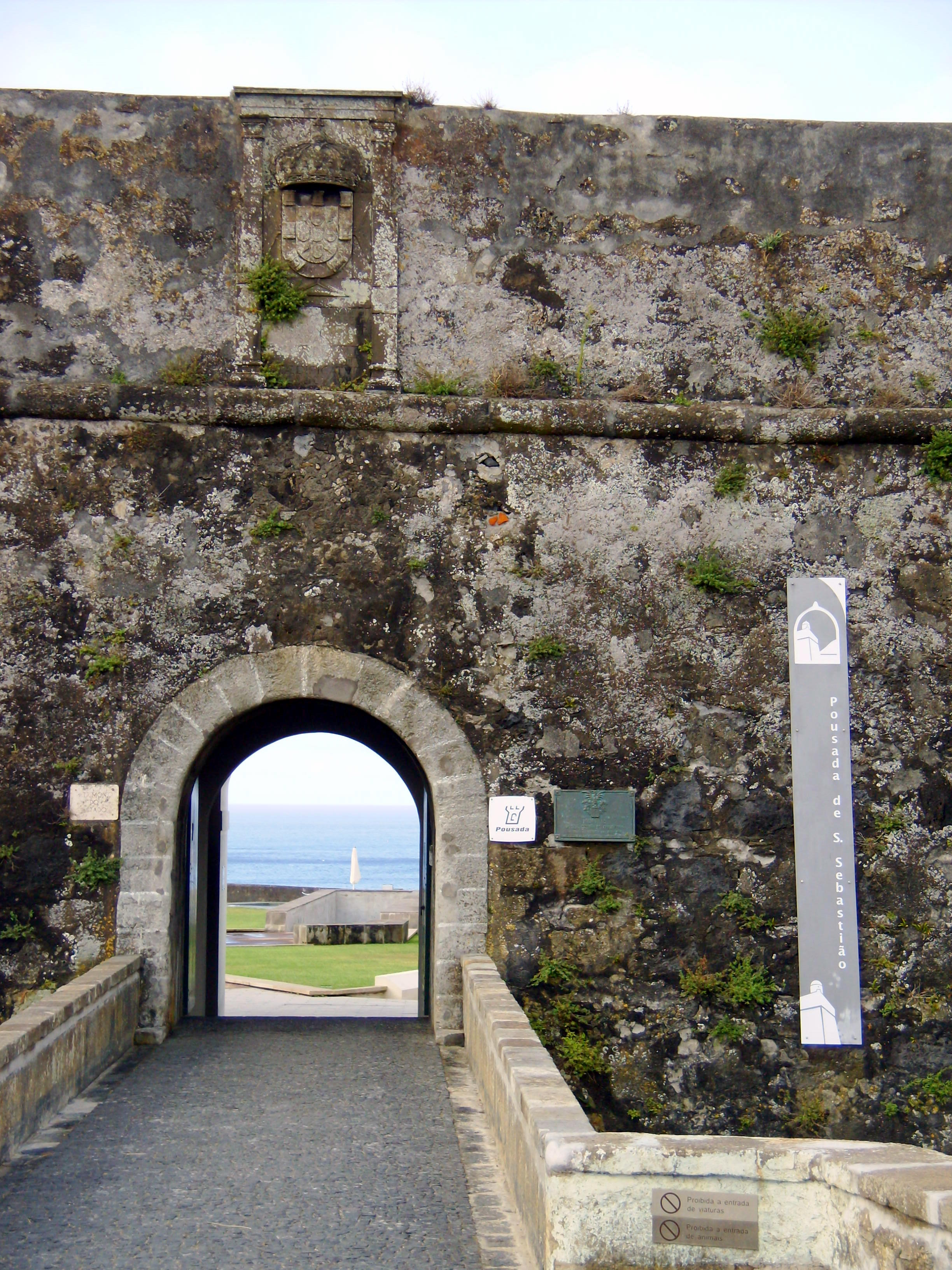
Fuerte de San Sebastián: Puerta de Armas.

Al final del conflicto de la guerra civil, el sistema defensivo de la isla en su conjunto fue relegado a un segundo plano. El mariscal de campo, el Barón de Bastos, en 1862 informa que el Fuerte se encuentra en buenas condiciones, y observa:

Por cuanto es una fortificación secundaria que debería mantenerse, porque ayuda a un eficaz fuego cruzado con las baterías del Castillo de San Juan Bautista, que defiende la bahía de Angra.

Poco después, un informe del Cuerpo de Ingenieros con fecha del año 1868, afirma que el Fuerte se encontraba guarnecido, como así también, el Castillo de San Juan el Bautista, del que éste dependería.
En el año 1885 hay constancia de la existencia de un edificio provisional de madera, levantado por Obras Públicas, para establecer un hospital de aislamiento de la lepra, siendo cedido provisionalmente el gobierno civil de Angra do Heroísmo, según lo determinado por el Ministerio de Guerra al Comando Central de las Azores, en el Oficio emitido por la 4.ª División del mismo Ministerio, con fecha del 16 de julio de 1885.

### En elsigloXX

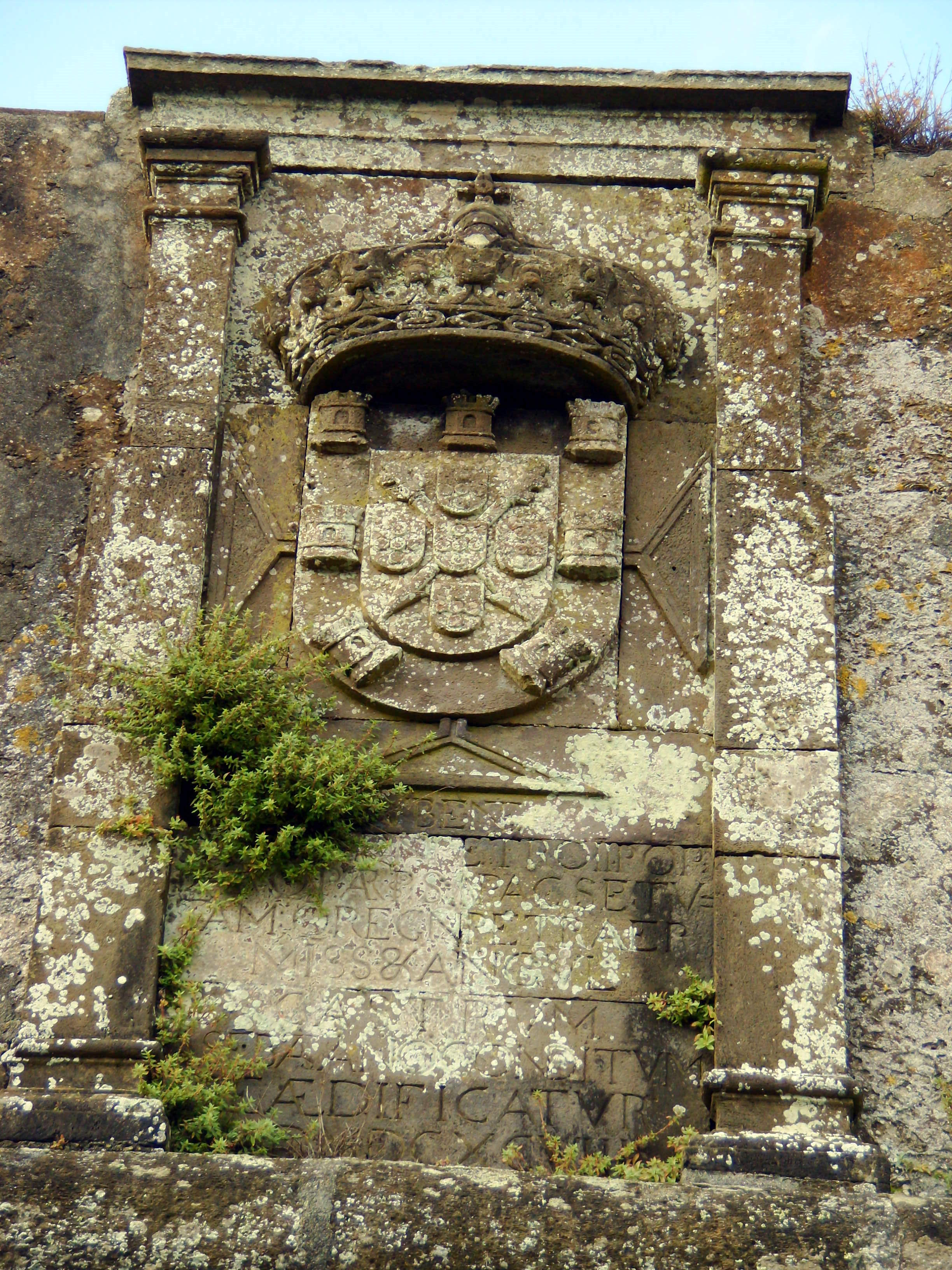
Fuerte de San Sebastián: Detalle en la piedra de Armas.

En el contexto de la Primera Guerra Mundial fueron instaladas baterías de artillería en sus dependencias. También en el inicio siglo XX allí fue instalado el denominado "Puesto de Desinfección", aprovechando su ubicación, con vistas al Puerto de Pipas, al que se tenía fácil acceso por batería baja. Data de esta época la construcción de un largo edificio de planta rectangular, para el puesto de servicio, que implicó el desvío de acceso original de aquella batería. Posteriormente continuaron siendo construidos otros edificios con carácter de temporarios, a medida que lo necesitaban, tales como cobertizos y galpones para recolectar equipamiento e incluso una casa prefabricada. Hasta 1935, año en el que el fuerte regresó a manos del Ejército Portugués, allí con su familia el jefe del "Puesto de Desinfección". A partir de entonces, entre otras tareas, en sus dependencias se acogió el Depósito de Presos de la Policía de Vigilancia y Defensa del Estado.
En la época de la Segunda Guerra Mundial, a partir de 1943 las instalaciones de la fortaleza fueron ocupadas por las tropas británicas. En el período de posguerra, el ministro dos Santos Costa visitó la isla Terceira en varias oportunidades, durante las negociaciones con los Estados Unidos que trataban sobre la permanencia éstos en las islas Azores. Ministro de Guerra y después de la Defensa, dos Santos Costa se sensibilizó con el abandono de la antigua fortaleza, llegando a promover una revisión general de sus antiguas murallas.
Posteriormente, las instalaciones de la fortaleza comenzaron a ser anfitrionas de los servicios administrativos de la Capitanía del Puerto de Angra do Heroísmo y, más recientemente, de la Policía Marítima.

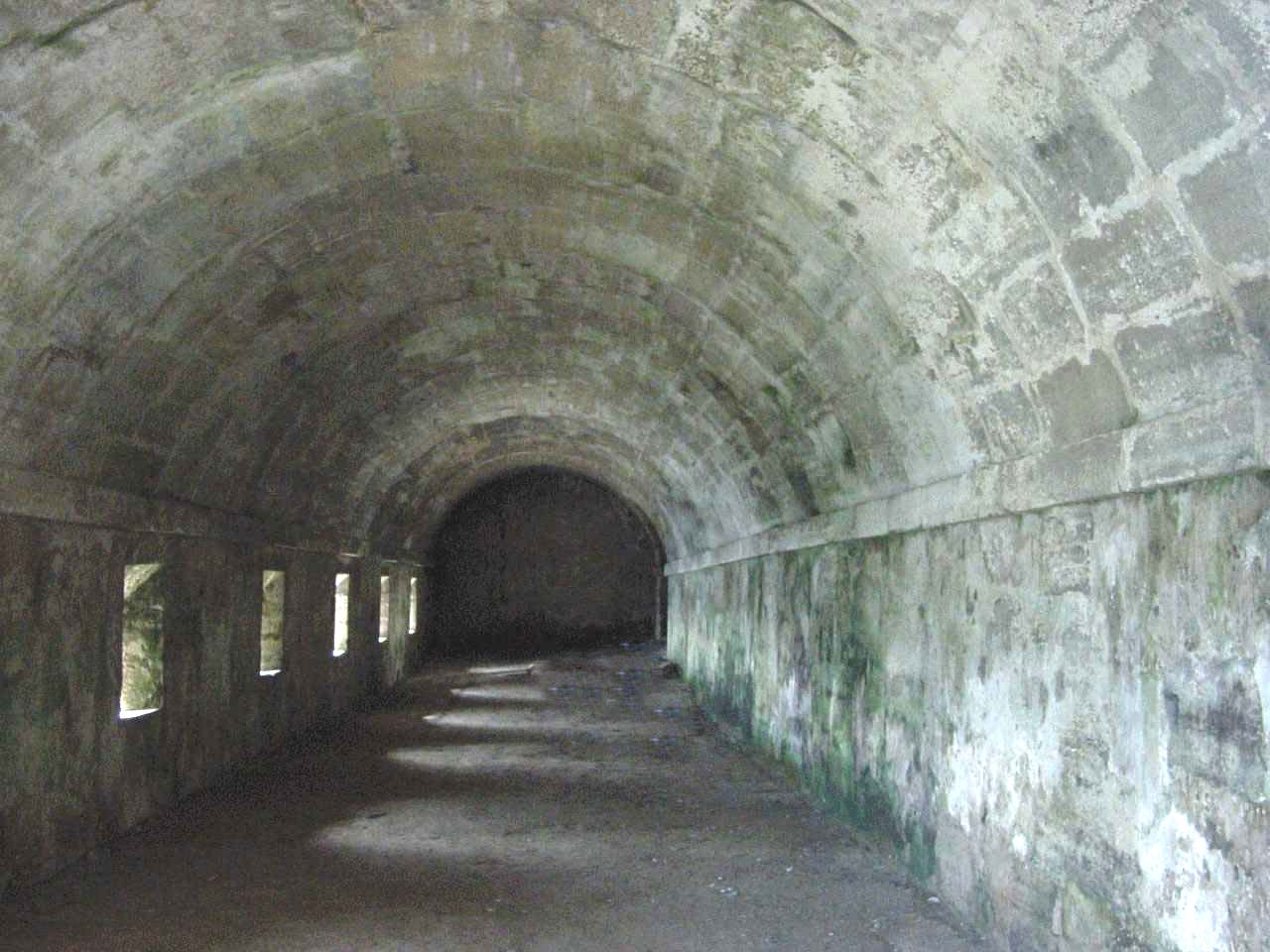
Fuerte de San Sebastián: galería abovedada.

En 1964 la fortaleza fue propuesta con carácter de "Interés Público" por la Comisión de Arte y Arqueología de la Municipalidad de Angra do Heroísmo, siendo así clasificada por el Decreto N.º 47.508 del 24 de enero de 1967, clasificación consumada por la inclusión en el conjunto del Centro Histórico de la Ciudad de Angra do Heroísmo, de acuerdo a la Resolución n.º 41/80, del 11 de junio y el artículo 10.º en el párrafo a) del artículo 57.º del Decreto Legislativo Regional N º 29/2004/ A, con fecha del 24 de agosto.
En 1983 el Centro Histórico de Angra do Heroísmo, incluyendo las murallas de esta fortaleza, fueron clasificados como Patrimonio de la Humanidad por la Unesco.

### En elsigloXXI
En los albores del siglo XXI, el 2 de mayo de 2003, la Marina portuguesa arrió por última vez la bandera portuguesa en el antiguo fuerte, dando lugar a una operación de mantenimiento y recuperación. La propiedad fue reclasificada como una forma de Posadas de Portugal inaugurada en el año 2006 con el estado y clasificación de "Pousada Histórica Design". Esta clasificación refleja una intervención promovida en conjunto que se manifiesta en el mantenimiento de los edificios históricos que incorporan modernos edificios de colores claros, con líneas modernas, en contraste con las antiguas murallas que lo rodean.
El 9 de noviembre de 2008 parte de la muralla este del Fuerte colapsó con el mar, caída atribuida a un antiguo proceso de infiltración del agua, sin una correcta inspección y mantenimiento periódicos de los responsables del monumento.
A partir de diciembre de 2011 el Fuerte pasó a ser utilizado en actividades de geocaching.

## Características
De tipo de abaluartado, el conjunto se presenta como una planta orgánica (adaptada al campo) con forma de un pentágono irregular con, por el lado del mar, tres tipos de baterías, y por el lado de la tierra se encuentra cerrado, por los dos frentes abaluartados.
Las baterías marinas, la primera, de la parte superior, se encuentra elevada en relación con los baluartes; la segunda está inmediata al cuerpo de la plaza; y la tercera casi al ras y más moderna con respecto al resto de la fortificación. Las murallas coronadas por las almenas, son de gruesa albañilería de argamasa. La "batería baja", bautizada "Batería de Heroísmo", es 13.40 metros sobre el nivel del mar, que está en el recinto de la plaza a 26.60 metros, y dos baluartes altos, 32.70 metros. La fortaleza sí mismo ocupa un área aproximada de 10.504,00 metros cuadrados.
La fortaleza es accesible por un puente de dos arcos de piedra de cantera sobre un foso, que comunica con el exterior de la Puerta de Armas que arranca de la muralla norte. En su orilla se encuentra la Casa del Gobernador, con almacenes y un piso superior para el ayudante. Fue hecha una construcción regular de albañilería de argamasa, con nueve divisiones en el piso principal, con paredes forradas de madera. Las habitaciones están cubiertas de madera y, en la planta baja se encuentran cinco divisiones con sus almacenes, algunos abovedados. Otros accesos fueron llamados "Camino a la Cima" (actualmente desaparecido) y una rampa de varamiento de Puerto de Pipas (actualmente bloqueado).
La construcción diseñada para cuartel de la tropa y la vivienda del ayudante de la plaza, de albañilería gruesa de argamasa, tiene en esta propiedad, que es la planta superior, cinco divisiones de paneles y un corredor abovedado, la casa sirve como un techo del cuartel que se encuentra en la planta baja.
La Casa de Guardia también está abovedada metiéndose por debajo de la cortina de los dos bastiones, con el que se comunica por una poterna. A través de ella se desciende a la casamata que tiene dos pequeños arsenales abovedados en los terraplenes de los baluartes, muy húmedos y solo en caso de emergencia pueden ser útiles.
Su artillería fue llevada a la Fortaleza de San Juan Bautista en la isla Terceira.
En el exterior de las murallas, al norte, se cavaron fosos para impedir cualquier ataque por tierra. Se presentan en un plano bastante inclinado y se desarrollan por lo largo del oeste hasta los límites de la fortaleza. En el mismo lado hay todavía muchos terrenos que eran cultivabados o arrendados, perteneciente al Ministerio de Guerra y que podían utilizar para producir alimentos para la guarnición en caso de necesidad o de sitio.
Los terrenos de la fortaleza en el lado oeste comprenden el espacio que se llamó jardín público (ahora solo césped) anterior a la playa de Porto de Pipas. Fue hecha una extensión por la transferencia de parte de esos espacios por solicitud realizada por el ministro de Obras Públicas de Guerra, y bajo esas condiciones inscritas con fecha 5 de septiembre de 1857, y una copia fue remitida al Comando General de Ingeniería en la Oficina del Comando de Ingeniería de la entonces 10.ª División Militar el 11 de septiembre del mismo año.
El fuerte está provisto de una cisterna con una capacidad de 33 mil litros de agua potable. También cuenta con un sistema subterráneo de transporte de agua, que en la parte oesteque fluye hacia la costa de roca, en el este. Este túnel fue abierto en 1850 por la Municipalidad de Angra do Heroísmo para evacuar el agua de lluvia que en varios puntos altos de la ciudad afluían en las grandes crecidas. Con unas dimensiones de 1,5 a 2 metros de altura y una extensión aún se desconoce -que quedó en el olvido- que fue recientemente identificado, encontrándose en recuperación para abrirse al turismo. En el momento de su apertura, ha desatado polémicas a nivel local, ya que puede ser utilizado como una ruta para la invasión de la fortaleza.

## Cronología
- 1543: Bartolomé Ferraz recomienda la fortificación de las Azores a la Corona de Portugal.
- 1537: Juan III de Portugal encarga la construcción de un baluarte en Angra.
- 1561: el cardenal Enrique señala que el bastión mandado a construir en 1537 por Juan III de Portugal no existe.
- 22 de abril de 1562: se nombra como maestro de obras a Luis Gonçalves; las obras se iniciaron unos diez años más tarde.
- 1567: el arquitecto militar italiano Tommaso Benedetto llega para orientar la fortificación.
- 1567: inicio de la construcción del Fuerte de Santo Antonio del Monte Brasil.
- 1568/1578: fecha indicada como inicio de la construcción del fuerte de San Sebastián.
- 1572: Sebastián de Portugal ordena la construcción de dos fuertes, en detraimiento del que se había propuesto levantar en la punta del Monte Brasil.
- 1576: fecha en la que los fuertes de Puerto de Pipas y Fanais que ya se encuentran en condiciones de uso. Se nombra capitán general a Manuel Corte-Real.
- 1580: el fuerte de San Sebastián se dio por finalizado, aunque se encontraba incompleto (faltaba la muralla este). El fuerte contribuye a alejar la flota de Pedro de Valdez en 1581
- 1583: Álvaro de Bazán, gana la Batalla Naval de Villa Franca, en contra de la flota francesa enviada a las Azores. También en el Fuerte de San Sebastián, el marqués de Santa Cruz recibe la rendición formal de las tropas francesas estacionadas en la isla.
- 1589: se evita que el corsario inglés dir Francis Drake atraque en Angra.
- 1597: intento de desembarco en la isla Terceira, obstaculizada por el Fuerte, de un ejército bajo el mando de Robert Devereux, II conde de Essex, con cerca de 140 velas.
- 1641: Álvaro de Viveiros propuso un plan para destruir el fuerte de San Sebastián, siendo rechazado por el Senado de Angra.
- 24 de marzo de 1641: Francisco Ornelas da Câmara procede a la aclamación del rey Juan IV de Portugal ante la iglesia de Santa Cruz (playa de la Victoria).
- 27 de marzo de 1641: el fuerte es atacado y conquistado por la Compañía de Ribeirinha, bajo el mando del capitán Manuel Jaques de Oliveira.
- 7 de octubre de 1649: carta real del 7 de octubre de 1649 nombrado Alcalde mayor del Fuerte de San Sebastián a Manuel de Barcelos da Câmara Vasconcelos.
- 1698: se manda a restaurar el Fuerte de San Sebastián por orden del rey Pedro II de Portugal.
- 1708: el Fuerte de San Sebastián con apoyo de la artillería del fuerte del Monte Brasil, impidió que la flota de René Duguay-Trouin, atacara Angra do Heroísmo.
- 1822: el Fuerte de San Sebastián, a esta fecha todavía mantiene importancia estratégica como sistema defensivo de la bahía de Angra, según José Carlos de Figueiredo.
- 1828: se añade la batería baja a la fortaleza de San Sebastián, conocida como "Batería de heroísmo".
- 1850: apertura en el Fuerte de San Sebastián de un sistema subterráneo de transporte de aguas.
- 1862: al final de la guerra civil portuguesa, el sistema defensivo de la isla en su conjunto se ve relegado a un segundo plano, aunque cuando el Barón de Basto, relatara que se encontraba en buenas condiciones.
- 1868: se presenta un informe del Cuerpo de Ingenieros (militar) que cuenta el estado de la fortaleza.
- 1885: en esta fecha se tiene constancia de la existencia de un edificio provisional de madera para establecer un hospital de aislamiento de la lepra.
- 1935: en esta fecha el fuerte  se encuentra en manos del Ejército portugués.
- 1943: Las instalaciones del Fuerte son ocupadas por tropas británicas. El Ministro de Guerra, dos Santos Costa, se sensibilizó con el abandono de la antigua fortaleza, llegando a promover una revisión general de sus antiguas murallas.
- 24 de enero de 1967: el fuerte de San Sebastián se clasifica como de "Interés Público" por el Decreto número 47.508.
- 1983: creación del Centro Histórico de Angra do Heroísmo con la inclusión de los muros de la fortaleza en el Patrimonio de la Humanidad por la Unesco.
- 2 de mayo de 2003: la marina portuguesa arrió por última vez la bandera de Portugal en el fuerte, dando lugar a una operación de mantenimiento y recuperación.
- 2006: el fuerte de San Sebastián reabre después de la reclasificación con la calificación y clasificación de los "Pousada Histórica Design".
- 9 de noviembre de 2008: parte de la muralla este del fuerte colapsó con el mar, caída atribuida a un antiguo proceso de infiltración de agua.